# Daniel Albert Albrecht Ernsting
Daniel Albert (Albrecht) Ernsting (* 1749 in Bremen; † 4. Januar 1820 in Bremen) war ein deutscher Kupferstecher und Zeichner.

## Biografie
Ernsting absolvierte bei Fr. Meier in Bremen eine Buchdruckerlehre. Seit 1773 lernte er in Göttingen die Kunst des Kupferstichs. Danach studierte er an der Königlich Dänischen Kunstakademie in Kopenhagen. Um 1780 war er wieder in Bremen tätig. Er stellte Kupferstiche unter anderem für Porträts, Kunden, Visitenkarten und Spielkarten her. Bekannt wurde er durch einige Zeichnungen, Aquarelle und Kupferstiche von Bremen und seiner Umgebung. Im Oktober 1813 hielt der General Tettenborn seinen feierlichen Einzug in die Stadt Bremen. Dieser Einmarsch der Kosaken wurde durch einen Kupferstich von ihm dokumentiert. Er fertigte auch Gravuren auf Silberschmiedearbeiten an.